# Boylove
Boylove – zespół zachowań i poglądów tzw. boyloverów (boylovers) – osób zainteresowanych nawiązywaniem bliskich więzi intymnych z chłopcami, będący wynikiem racjonalizowania patologicznych skłonności pedofilnych lub świadomej manipulacji opinią publiczną, mającej na celu przekonanie społeczeństwa, że możliwe jest nawiązywanie takich relacji bez seksu i szkodzenia dzieciom.
Według boyloverów, boylove, jako oparte co prawda na pociągu erotycznym, ale ukierunkowane także, a nawet przede wszystkim, na więzi emocjonalne i na dobro chłopca oraz pozostające pod kontrolą prawidłowej (nie socjopatycznej) osobowości, przeciwstawne jest tzw. pedoholizmowi, czyli (przez analogię do alkoholizmu) kompulsywnemu czy nałogowemu zaspokajaniu popędu bez liczenia się ze zdaniem i z dobrem dziecka lub działaniu tzw. molesterów – osób wykorzystujących seksualnie dzieci z użyciem przemocy, czy też zwykłych pedofilów dążących głównie do związków seksualnych. Boyloverzy zakładają, że dziecko jest w stanie wyrazić świadomą zgodę na takie czynności z osobą dorosłą. Jest to jednak niezgodne z prawem w większości krajów świata - ponieważ poniżej tzw. "wieku przyzwolenia" dzieci podlegają bezwzględnej ochronie i uznaje się, że nie mogą wyrażać świadomego przyzwolenia na czynności seksualne i każde takie zdarzenie ma charakter czynu zabronionego i wykorzystania. Także według badaczy zjawiska wykorzystywania seksualnego dzieci, np. Davida Finkelhora, "wykorzystanie seksualne dziecka to angażowanie go przez dorosłego w jakąkolwiek aktywność seksualną niezależnie od motywów". W definicji tej nie wspomina się o możliwości udzielenia świadomej zgody na takie działania przez dziecko. Zakłada się, że dziecko nie jest w stanie wyrazić takiej zgody na seks z osobą dorosłą. Według Finkelhora tego rodzaju relacja jest destruktywna dla dziecka, ponieważ zostaje ono potraktowane instrumentalnie.

## Idea boylove
Na jednej ze stron internetowych można znaleźć zestaw zasad etycznych boyloverów formułowany w postaci swoistego kodeksu. Propozycje te uznawane są przez psychologów i seksuologów za racjonalizowanie i uwznioślanie pedofilnych skłonności. Departament Sprawiedliwości w USA w instrukcji dla funkcjonariuszy organów ścigania wśród 5 psychologicznych wzorców obronnych typowych dla pedofilów podaje usprawiedliwienie: "jestem boyloverem, a nie osobą molestującą dzieci" (ang. “I am a boy lover, not a child molester).

Boyloverzy powołują się przy tym na przykłady zaczerpnięte z odmiennych kultur, szczególnie starożytnej Grecji (wychowawcza rola pederastii). Jednakże psycholodzy wskazują, że chłopiec wzrastając we współczesnej kulturze, w której związki takie "wykraczają daleko poza społecznie akceptowane zachowania", może przeżywać konflikt wewnętrzny między uczuciem i zaufaniem do swojego boylovera a lękiem, wstydem i poczuciem winy związanymi z łamaniem norm społecznych dotyczących seksualnego tabu. Może też doznać społecznego naznaczenia, jako uczestnik takiego związku. Psycholodzy i osoby zajmujące się problematyką wykorzystywania seksualnego dzieci zaprzeczają możliwości pozytywnej relacji erotycznej z chłopcem, uważają wszelkie związki z dziećmi osób czujących do nich pociąg erotyczny za szkodliwe i prowadzące do wykorzystania seksualnego.

## Zjawisko boylove w Internecie
Wzajemną komunikację i rozprzestrzenianie ich idei oraz zapoznawanie z nimi społeczeństwa ułatwia boyloverom Internet. Również dzieci mogą łatwo natknąć się w sieci na takie treści i ufnie je przyjąć.
Istnieje wiele witryn internetowych prezentujących założenia idei boylove. Nie zawierają pornografii, ale służą do propagowania idei tzw. dobrej pedofilii i wzajemnej integracji tego środowiska (tworzenie tożsamości, wymiana doświadczeń i wskazówek). Zdarza się również, że takie witryny zawierają instruktaż dla chłopca dotyczący tego, jak ma się on zachowywać w wypadku sprawy sądowej, w której oskarżony będzie znany mu boylover.

## Społeczna i naukowa ocena zjawiska
Oceniono, iż od niedawna boyloverzy wygłaszają swoje poglądy na forum społecznym z większą otwartością i odwagą, czemu sprzyja "aura postmodernizmu, w której wartości czy kryteria ocen przestają być jasne i jednoznaczne", a "niepisana granica tego, co powiedzieć wolno została przesunięta".
Z dniem 8 czerwca 2010 wszedł w życie zapis Kodeksu Karnego przewidujący karę ograniczenia wolności albo pozbawienia wolności do lat 2 za publiczne propagowanie i pochwalanie zachowań o charakterze pedofilskim.

## Zjawiska pokrewne
Oprócz środowiska boyloverów istnieją także pokrewne środowiska skupiające osoby o preferencji seksualnej skierowanej na dziewczynki (girlloverzy czy lolifani) oraz nastolatki (teenloverzy).